# Burchard VII van Vendôme
Burchard VII van Vendôme (1345 - 16 november 1371) was van 1364 tot aan zijn dood graaf van Vendôme en Castres. Hij behoorde tot het huis Montoire.

## Levensloop
Burchard VII was de zoon van graaf Jan VI van Vendôme en Johanna van Ponthieu, dochter van Jan II van Ponthieu, graaf van Aumale. In 1364 volgde hij zijn vader op als graaf van Vendôme en Castres.
Tijdens de Honderdjarige Oorlog vocht hij in het zuiden van Frankrijk tegen de Engelsen. Hij stond daarbij onder het bevel van hertog Lodewijk I van Anjou. Ook liet hij in Vendôme versterkingen aanleggen.
In 1368 huwde hij met Isabella van Bourbon (1340/1350-1371), dochter van graaf Jacob I van La Marche. Ze kregen een dochter: Johanna (1371-1372), die na de dood van Burchard in november 1371 gravin van Vendôme werd.